# Tercera Conferencia Panamericana
La Tercera Conferencia Panamericana se celebró del 23 de julio al 23 de agosto de 1906. Estuvo caracterizada por dos cuestiones principales: primero, por el avance de la influencia norteamericana y del panamericanismo sobre América Latina. Para esta época ya poseía control sobre el canal de Panamá, derivado del apoyo que prestó al proceso independentista panameño quien le brindó el control perpetuo de una sección del canal. Para poder consolidar el sistema panamericano el gobierno norteamericano tenía la clara intención de evitar cualquier tema polémico con la finalidad de crear un ambiente cordial entre las naciones participantes.
Por otra parte, Estados Unidos había establecido dos protectorados, uno en Puerto Rico y el otro en Cuba. El segundo elemento característico del evento fue la discusión de un sistema de arbitraje para solucionar problemas entre las naciones de la región y evitar conflictos bélicos. Las 19 Delegaciones participantes votaron a favor del arbitraje y decidieron que en la Conferencia de La Haya se estableciera una convención que regulara este procedimiento.
El tema del arbitraje fue uno de los que más fricciones causó entre los participantes de la Conferencia de Río de Janeiro. Algunos países como Bolivia o Perú propusieron un sistema de arbitraje compulsivo; otros, como Argentina, se buscabas el establecimiento de un sistema en el que la intervención militar quedara prohibida. Estados Unidos fue uno de los principales detractores de esta medida, debido a que era simpatizante de la “política del garrote”.
En lo referente a la consolidación del panamericanismo Estados Unidos utilizó el argumento de una necesaria unidad regional con el fin de poder desarrollarse juntas y de lograr la supervivencia de las naciones americanas; argumentaba:

“ninguna nación puede vivir por sí sola, ni continuar su vida aisladamente. El crecimiento de cada nación es una parte del desarrollo de la raza. Puede haber conductores y puede haber holgazanes; pero ninguna nación puede por mucho tiempo seguir adelante al progreso general de la humanidad, y ninguna nación que no esté condenada a la desaparición puede quedarse muy atrás, Sucede con las naciones como con los individuos: relación, asociación y corrección de egotismo por la influencia del juicio de los otro”

## Delegaciones
1. Argentina
2. Bolivia
3. Brasil
4. Chile
5. Colombia
6. Costa Rica
7. Cuba
8. Ecuador
9. El Salvador
10. Estados Unidos
11. Guatemala
12. Honduras
13. México
14. Nicaragua
15. Panamá
16. Paraguay
17. Perú
18. República Dominicana
19. Uruguay

## Programa
- Oficina Internacional de las Repúblicas Americanas.

1. Reorganización de la Oficina Internacional de las Repúblicas Americanas sobre una base más permanente.
2. Ampliar y mejorar el plan de eficiencia de la institución.

- Arbitraje.
- Reclamaciones pecuniarias.
- Deudas Públicas
- Codificación del Derecho Internacional Público y Privado.
- Naturalización.
- Desarrollo de las relaciones comerciales entre las Repúblicas Americanas. Adopción de los acuerdos que la Conferencia considere conducentes a asegurar:

1. La más rápida comunicación entre las naciones,
2. La celebración de Tratados Comerciales.
3. La mayor diseminación posible de datos estadísticos y comerciales.
4. Medidas a dar por resultado el desarrollo y ampliación de las relaciones comerciales entre las Repúblicas que forman la Conferencia.

- Leyes aduaneras y consulares
- Patentes y marcas de comercio
- Policía Sanitaria y cuarentena.
- Ferrocarril Pan-Americano.
- Propiedad literaria.
- Ejercicio de profesiones liberales.
- Conferencias futuras.[4]

## Convenciones
1. Convención que fija las condiciones de los ciudadanos naturalizados en países de los firmantes.
2. Convención sobre reclamaciones Pecuniarias; se ratificó el tratado sobre la materia firmado en México (1902) y se extendió su vigencia hasta 1912.3##
3. Convención sobre patentes de invención, dibujos, modelos industriales, marcas de fábrica y comercio, propiedad literaria y artística.
4. Convención sobre Derecho Internacional. Se creó una Comisión Internacional de Jurisconsultos en la que cada país firmante tuviera representación.

## Resoluciones y mociones
1. Se resuelve reorganizar la Oficina Internacional de las Repúblicas Americanas; se decidió renombrarla como Unión Internacional de las Repúblicas Americanas y los países firmantes se comprometieron a sostenerla durante, por lo menos, diez años.
2. Que los gobiernos (pertenecientes a Unión Internacional de la Repúblicas americanas) creen secciones dependientes de sus Ministerios de Relaciones exteriores para gestionen la aprobación de las resoluciones tomadas en las Conferencias Panamericanas.
3. Se resuelve confirmar íntegramente el Tratado sobre Profesiones Liberales.
4. Se resuelve que se adopte la Convención Sanitaria Internacional de Washington referente a una Policía Sanitaria.
5. Se confirma la existencia de un comité permanente sobre Ferrocarril Continental.
6. Se resuelve que la Oficina de las Repúblicas Americanas elabore un proyecto que contenga las bases definitivas del contrato que sea un proyecto que contenga las bases definitivas del contrato que sea conveniente celebrar con una o más compañías de vapores para el establecimiento de líneas de navegación que unan los principales puerto de los países americanos.
7. Respecto a las Conferencias Panamericanas se reconoce su utilidad y se resuelve la conveniencia de seguir celebrándolas periódicamente.
8. Se resuelve recomendar a los gobiernos que hagan preparar para la próxima Conferencia un estudio detallado sobre el sistema monetario vigente.
9. Se autoriza a la Oficina de las Repúblicas Americana establecer un servicio especial destinado a facilitar el desenvolvimiento de los recursos naturales y medios de comunicación en las diversas Repúblicas Americanas.

## Política del Garrote o Big Stick
En 1904, el presidente norteamericano Theodore Roosevelt, refiriéndose a la situación económica de los países latinoamericanos invoca a la Doctrina Monroe que justificaba la intervención norteamericana en las finanzas de otro país americano en caso de que el segundo hubiera descuidado sus obligaciones referentes al pago de las deudas contraídas. En su discurso, Roosevelt decía:

Si una nación demuestra que sabe actuar con razonable eficiencia y decencia en las cuestiones sociales y políticas; si mantiene el orden y paga sus obligaciones, no debe temer intervención de los Estado Unidos. Pero un proceder incorrecto crónico o una incapacidad que se manifiesta en el relajamiento general de los vínculos de una sociedad civilizada, puede en América, como en otra cualquier parte, exigir por fin una intervención por parte de una nación civilizada, y en el Hemisferio Occidental la adhesión de los Estados Unidos a la Doctrina Monroe puede obligar a dichos Estados, aunque de mala gana, en casos flagrantes de un tan mal proceder o importancia, a ejercer el papel de “policía internacional”